# 早请示晚汇报
早请示、晚汇报是中華人民共和國文化大革命時期一种对中国共产党中央委员会主席毛泽东“表忠心”的祝颂礼仪、例行程序的内容包括每天早晨向毛泽东请示一天该怎么生活、怎么做事，晚上汇报一天做了什么、做得怎样、有什么问题。1968年各地“三忠于”活动（忠于毛主席、忠于毛泽东思想、忠于毛主席的革命路线）形成高潮，广泛开展唱样板戏，跳忠字舞和「早请示、晚汇报」。
这样的崇拜礼仪虽然不是由中國共產黨官方正式文件明文规定，但流行于全社会，以至成为风俗、习惯化的软制度。类似活动大致流行于1966年至1971年间；在“九一三事件”和随后的批林批孔运动中衰落。

## 主要内容
“早请示”是在机关上班、学校上课、商店开门、生产队出工以前，全体参与者都站在毛主席像前站成一个方阵，鞠躬行礼，手握红宝书举过头顶，三呼“敬祝伟大的领袖、伟大的导师、伟大的统帅、伟大的舵手毛主席万寿无疆，万寿无疆！祝毛主席的亲密战友林副统帅身体健康，永远健康！”，唱《东方红》，朗读《毛主席语录》。“晚汇报”则是机关下班、学校放学、商店关门后、生产队收工前，检讨自己一天有无缺点、错误，向毛主席忏悔，唱《大海航行靠舵手》。
据李南央报道，家庭裡也有这样的礼仪制度。早饭、晚饭前都要这样做，类似基督教的饭前祷告。虽然机械无趣、一成不变的例行公事让人疲倦、厌烦，但也没有人敢于提出废弃的建议，连精神病院也不能例外。牛鬼蛇神一类“坏人”、犯罪分子没有“早请示，晚汇报”的资格，就“早请罪，晚请罪”：在毛主席像前低头弯着腰站着，保持着请罪的姿势，用别人给自己定的罪行、罪名大声诅咒自己。

## 影响
除简单的情感表达方式外，其功能承担着建立统一的文化制度、语言模式、思维定势等等更基本、更广泛的社会功能。它以仪式的不变的、统一的、单调的表演消蚀人们的全部活动力、判断力和批判的识别力，并攫走人的情感和个人责任感。通过这样的仪式，崇拜和臣服不再仅仅是一种外在的政治组织形式，而且被内化为一种惰性生活方式、一种奴化精神类型。
2000年代，喜欢标新立异的新一代修辞家把它作为家书、情书的代称；也以此戏称事无巨细、雷打不动地汇报情况，比如员工对老板、丈夫对妻子、子女对父母（表示无可奈何、只能服从的厌恶）。

### 引用
1. 1 2  黎劲风. . 《民间历史》 (香港中文大学中国研究服务中心). 2015年7月  [2020-12-02]. （原始内容存档于2016-08-05）.
2. 1 2 3  李世华. . 紐約時報中文網. 2016年5月25日  [2020-12-02]. （原始内容存档于2018-02-10）.